# Кевин Макхејл
Кевин Макхејл се може односити на:
- Кевин Макхејл (кошаркаш) (1957), амерички бивши кошаркаш, тренер и извршни директор
- Кевин Макхејл (глумац) (1988), амерички глумац и певач